# Kleinbreitenbronn
Kleinbreitenbronn ist ein Gemeindeteil der Stadt Merkendorf im Landkreis Ansbach (Mittelfranken, Bayern). Kleinbreitenbronn liegt in der Gemarkung Großbreitenbronn.

## Geografie
Das Dorf liegt am Braungartenbach, einem linken Zufluss der Altmühl. Im Westen grenzen die Waldgebiete Triesdorfer Park und Tiergarten an. 0,5 km östlich liegt die Flur Waldeck, 0,5 km südöstlich die Kreuth. Eine Gemeindeverbindungsstraße führt nach Großbreitenbronn zur Kreisstraße AN 58 (0,4 km nördlich) bzw. nach Willendorf (1 km südlich).

## Geschichte
Das Kloster Heilsbronn erwarb im Ort insgesamt sieben Anwesen. Einen Hof schenkte Johannes von Muchiln, Probst in Bamberg. 1274 kaufte man Güter vom Grafen Konrad von Oettingen. 1282 schenkte Hermann Steiner weitere Güter. Auch der Deutsche Orden hatte dort Besitz („1 Hube und 1 Lehen“), wie aus dem Salbuch der Deutschordenskommende Nürnberg von 1343 in der Beschreibung des Amtes Eschenbach hervorgeht.
Im 16-Punkte-Bericht des heilsbronnischen Vogtamts Merkendorf aus dem Jahr 1616 wurden für Kleinbreitenbronn 3 Höfe, 2 Halbhöfe und 1 Gut angegeben, die dem Verwalteramt Merkendorf unterstanden. Die anderen Grundherren wurden nicht aufgelistet. Das Verwalteramt Merkendorf übte das Gemeinderecht und den Hirtenstab aus. Die Fraisch hatte das brandenburg-ansbachische Kasten- und Stadtvogteiamt Windsbach.
Gegen Ende des 18. Jahrhunderts gab es in Kleinbreitenbronn neun Untertansfamilien, von denen acht ansbachisch waren. Zu diesem Zeitpunkt gehörte der Ort bereits zum Fraischbezirk des Oberamtes Ansbach. Von 1797 bis 1808 unterstand der Ort dem Justiz- und Kammeramt Ansbach.
Im Rahmen des Gemeindeedikts wurde Kleinbreitenbronn dem 1808 gebildeten Steuerdistrikt Großbreitenbronn zugeordnet. Es gehörte auch der wenig später gegründeten Ruralgemeinde Großbreitenbronn an. Am 1. Mai 1978 wurde Kleinbreitenbronn im Zuge der Gebietsreform in Bayern nach Merkendorf eingemeindet.
In Kleinbreitenbronn steht eine privat betriebene Biogasanlage.

### Baudenkmäler
- Haus-Nr. 11: Wohnstallhaus[13]
- Haus-Nr. 13: Wohnstallhaus und Nebengebäude[13]

### Einwohnerentwicklung
| Jahr      | 001818 | 001840 | 001861 | 001871 | 001885 | 001900 | 001925 | 001950 | 001961 | 001970 | 001987 | 001991 | 002006 | 002010 | 002015 | 002020 |
| Einwohner | 63     | 75     | 83     | 88     | 99     | 98     | 90     | 128    | 122    | 115    | 116    | 151    | 133    | 123    | 136    | 138    |
| Häuser    | 11     | 10     |        |        | 18     | 16     | 17     | 22     | 21     |        | 31     |        |        |        |        |        |
| Quelle    | [ 15 ] | [ 16 ] | [ 17 ] | [ 18 ] | [ 19 ] | [ 20 ] | [ 21 ] | [ 22 ] | [ 23 ] | [ 24 ] | [ 25 ] | [ 26 ] | [ 27 ] | [ 28 ] | [ 29 ] | [ 1 ]  |

## Religion
Kleinbreitenbronn ist seit der Reformation evangelisch-lutherisch geprägt und bis heute nach Unserer Lieben Frau (Merkendorf) gepfarrt. Die Einwohner römisch-katholischer Konfession sind nach Liebfrauenmünster (Wolframs-Eschenbach) gepfarrt.